# بيلوا
بيلوا (بالإنجليزية: Bilaua) هي مدينة تقع في منطقة جواليور في ولاية ماديا براديش، الهند.

## الجغرافية
تقع بيلوا عند إحداثيات 26°02′N 78°16′E / 26.03°N 78.26°E. يبلغ متوسط ارتفاعها 236 مترًا (774 قدمًا).

## التركيبة السكانية
وفقًا لتعداد الهند عام 2001، بلغ عدد سكان بيلوا 20000 نسمة. حيث يشكل الذكور 88% من السكان في حين تشكل الإناث 74%. كما يبلغ متوسط معدل معرفة القراءة والكتابة في بيلوا 85%، وهو أعلى من المعدل الوطني البالغ 59.5%؛ مع معرفة القراءة والكتابة للذكور بنسبة 66% ومعرفة القراءة والكتابة للإناث بنسبة 42%. تشير الإحصاءات إلى أن 16% من السكان تقل أعمارهم عن 6 سنوات.